# Ira (Vermont)
Ira és una població dels Estats Units a l'estat de Vermont. Segons el cens del 2000 tenia 455 habitants.

## Demografia
Segons el cens del 2000, Ira tenia 455 habitants, 163 habitatges, i 125 famílies. La densitat de població era de 8,2 habitants per km².
Dels 163 habitatges en un 40,5% hi vivien nens de menys de 18 anys, en un 63,2% hi vivien parelles casades, en un 9,2% dones solteres, i en un 22,7% no eren unitats familiars. En el 18,4% dels habitatges hi vivien persones soles el 6,1% de les quals corresponia a persones de 65 anys o més que vivien soles. El nombre mitjà de persones vivint en cada habitatge era de 2,79 i el nombre mitjà de persones que vivien en cada família era de 3,18.
Per edats la població es repartia de la següent manera: un 29,5% tenia menys de 18 anys, un 8,1% entre 18 i 24, un 28,1% entre 25 i 44, un 25,9% de 45 a 60 i un 8,4% 65 anys o més.
L'edat mediana era de 38 anys. Per cada 100 dones de 18 o més anys hi havia 88,8 homes.
La renda mediana per habitatge era de 46.875 $ i la renda mediana per família de 51.375 $. Els homes tenien una renda mediana de 31.500 $ mentre que les dones 26.042 $. La renda per capita de la població era de 16.756 $. Entorn del 6,5% de les famílies i el 10,4% de la població estaven per davall del llindar de pobresa.